# Pieter de Coninck (schip, 1881)
De SS Pieter de Coninck of SS Norge was een Belgisch en later Deens passagiersschip dat voer op de lijn Trondheim-New York.
Het schip (vernoemd naar Pieter de Coninck) werd gebouwd voor de Belgische firma Theodore C. Engels & Co uit Antwerpen om in 1889 verkocht en herdoopt te worden door A/S Dampskibs-selskabet Thingvalla. In 1898 werd Thingvalla eigendom van Det Forenede Dampskibs-Selskab (die de route Stettin-Kopenhagen-Kristiania-Kristiansand-New York onder de naam Scandinavia-America Line uitvoerde). Det Forenede Dampskibs-Selskab is beter bekend onder de naam DFDS Seaways.

## Ondergang
Op 21 juni 1904 vertrok de Norge met 800 passagiers aan boord richting de Verenigde Staten. Het schip raakte op 28 juni de rotsen van Helen's Reef, 1,2 km ten noordoosten van Rockall, waarbij de romp lek sloeg. Manoeuvres om los te komen van de rotsen versnelden het zinken. De boot zonk in 20 minuten, waardoor 635 opvarenden het leven lieten.
De bemanning van de Norge begon met het in het water laten van de reddingsboten, maar de eerste twee werden verzwolgen door de golven. Slechts drie van de acht reddingsboten werden met succes te water gelaten. Veel passagiers sprongen overboord om te verdrinken of meegezogen te worden in het zog van het schip. Het schip zonk al na 12 minuten na de botsing met het rif. Kapitein Gundal bleef aan boord tijdens het zinken maar het lukte hem toch om naar een reddingsboot te zwemmen. 
Volgens een verslag van Per Kristian Sebak, overleden meer dan 635 mensen toen het schip zonk. Een groep van 26 mensen werd gevonden en opgepikt door een vissersboot met de naam Sylvia uit Grimsby. Een groep van 32 mensen werd opgepikt door het Britse stoomschip Cervonax en nog eens 70 mensen, inclusief de kapitein, werden opgepikt door het Duitse schip Energie. Sommige van de in totaal 160 overlevenden waren 8 dagen aan boord van de open reddingsboot voordat ze gevonden werden. Sommige mensen overleden alsnog in de dagen na hun redding, als gevolg van het drinken van zeewater en hun blootstelling aan de weerselementen.
Het is de grootste Deense maritieme ramp ooit. Het wrak van het schip werd in juli 2003 gelokaliseerd.